# Kurzfristige Preisuntergrenze
Unter der kurzfristigen Preisuntergrenze (auch: absolute Preisuntergrenze) versteht man in der Betriebswirtschaftslehre den in der Kostenträgerrechnung kalkulierten Mindestpreis für ein Produkt oder eine Dienstleistung, der die variablen Stückkosten deckt.

## Allgemeines
Die Preisuntergrenze ist Bestandteil der Preispolitik eines Unternehmens, das im Wettbewerb mit Konkurrenten den Verkaufspreis als Instrument einsetzt, um die Nachfrage nach seinen Produkten oder Dienstleistungen durch Preissenkungen zu erhöhen oder durch Preissteigerungen zu senken. Der Preisspielraum reicht von einer Preisuntergrenze, bei der kein Gewinn mehr möglich ist, bis zu einer Preisobergrenze, bei der keine Nachfrage mehr besteht; dazwischen liegen die Preise von Substitutionsprodukten der Konkurrenz. Die zur kurzfristigen Preisuntergrenze gehörende Absatzmenge wird als Betriebsminimum bezeichnet.
Kurzfristig kann, sofern keine Auswirkungen auf die Preispolitik damit verbunden sind, auf die Deckung von Fixkosten verzichtet werden. Bei Preissenkungen muss dem Unternehmen bekannt sein, zu welchem Preis die Gesamtkosten oder ein Teil davon gerade noch gedeckt werden können. Je länger ein Unternehmen die kurzfristige Preisuntergrenze durchhalten muss, umso wahrscheinlicher wird das Unternehmen zum Grenzanbieter. Manchmal wird die kurze Frist für einen Zeitraum unter einem Jahr angegeben, jedoch sind solche Zeitspannen eher betriebsindividuell nach angestrebten Unternehmenszielen zu entscheiden. Der zeitliche Rahmen der Preisuntergrenzen richtet sich eher nach der Kostensituation und technischer Kapazitätsauslastung sowie marktinduziert nach der konjunkturellen Marktentwicklung.
Die kurzfristige Preisuntergrenze ist eine von drei Preisuntergrenzen. Neben ihr gibt es die langfristige Preisuntergrenze, die entsprechend die Durchschnittskosten inklusive Fixkosten beschreibt und die liquiditätsorientierte Preisuntergrenze.

## Rechtsfragen
Nach ständiger Rechtsprechung des Bundesgerichtshofs (BGH) steht es dem Unternehmer im Rahmen der geltenden marktwirtschaftlich orientierten Wirtschaftsordnung grundsätzlich frei, seine Preisgestaltung in eigener Verantwortung vorzunehmen. Diesem Urteil zufolge ist ein zeitlich begrenztes Angebot einzelner Schallplatten unter Einstandspreis ohne Vorliegen besonderer Umstände nicht ohne weiteres wettbewerbswidrig. Dagegen beeinträchtigt der dauerhafte Verkauf von Produkten unter Einkaufspreis kleinere Konkurrenten unbillig und ist daher grundsätzlich zu verbieten. Ausgangspunkt des Rechtsstreits war der Eingriff des Bundeskartellamts in den Preiskampf des deutschen Lebensmitteleinzelhandels im September 2000 mit dem Verbot an Walmart, Aldi Nord und Lidl, Produkte unter Einkaufspreis zu verkaufen. Der BGH verbot diese Praxis, wenn sie von Unternehmen mit Marktmacht über längere Zeit, jedenfalls aber systematisch handelnd, ausgeübt wird.

## Berechnung
Die kurzfristige Preisgrenze ist erreicht, wenn der Stückpreis oder Marktpreis gerade noch die variablen Kosten pro Stück (durchschnittliche variable Kosten) deckt.
Sollte ein Betrieb zum Betriebsminimum produzieren und anschließend zum Preis der kurzfristigen Preisuntergrenze verkaufen, so macht der Betrieb einen kalkulierten Verlust in Höhe der fixen Kosten. Er erreicht gleichzeitig die komplette Deckung der variablen Kosten. Sollte der Betrieb zu einem geringeren Preis als zur kurzfristigen Preisuntergrenze verkaufen, so wird ein negativer Deckungsbeitrag erzielt und die Produktion sollte eingestellt werden. Ein Betrieb kann bei schwankenden Marktpreisen für die hergestellten Güter den Preis vorübergehend bis zu dieser Preisgrenze hinunterschrauben, um von der Konkurrenz nicht vom Markt verdrängt zu werden bzw. einen oder mehrere Konkurrenten vom Markt zu vertreiben. Auf eine Deckung der fixen Kosten wird dabei verzichtet, der hiermit verbundene Verlust kann – kurzfristig – in Kauf genommen werden.
Rechnungstechnisch gesehen ergibt sich die kurzfristige Preisuntergrenze durch Addition von Materialeinzelkosten (MEK) und variablen Fertigungskosten (FEK).
Kurzfristige kosten- und erfolgsorientierte Preisuntergrenze
Die bisher beschriebene Preisuntergrenze wird gelegentlich auch kostenorientierte Preisuntergrenze genannt, und zwar dann, wenn es sich um ein Einproduktunternehmen handelt.
Im Falle eines Mehrproduktunternehmens könnte die Deckung der Fixkosten über die Summe aller Deckungsbeiträge erzielt werden, sodass beim einzelnen Produkt auf Vollkostendeckung verzichtet werden kann. Man spricht auch von erfolgsorientierter Preisuntergrenze. Bestehen Engpässe im Unternehmen, sind die Kosten, die bei Einstellung der Produktion eines anderen Produktes entstehen (Opportunitätskosten), den variablen Kosten hinzuzurechnen.

### Direkt über variable Durchschnittskosten
Berechnet wird die kurzfristige Preisuntergrenze, indem man die erste Ableitung der variablen Stückkostenfunktion gleich Null setzt und den anschließend erhaltenen Wert in die variable Stückkostenfunktion einsetzt.
Beispiel
Es sei {\displaystyle K(x)=x^{3}-10x^{2}+35x+18}.
{\displaystyle {\begin{aligned}\operatorname {DVK} (x)={\frac {K_{\text{v}}(x)}{x}}&=x^{2}-10x+35\\\operatorname {DVK} '(x)&=2x-10{\stackrel {!}{=}}0\\x&=5\end{aligned}}}
Die Menge 5 beschreibt das Betriebsminimum. Der Preis, der sich zu dieser Menge durch die variable Durchschnittskostenfunktion ergibt, ist die kurzfristige Preisuntergrenze:
{\displaystyle \operatorname {DVK} (5)=5^{2}-10\cdot 5+35=25-50+35=10}.

### Indirekt über Grenzkostenschnittpunkt

Grafische Bestimmung

Das gleiche Ergebnis ergibt sich, wenn man den Schnittpunkt der Grenzkostenkurve {\displaystyle K'(x)} (auch: {\displaystyle \operatorname {MC} (x)}) und der variablen Stückkostenkurve {\displaystyle k_{\text{v}}(x)} (auch: {\displaystyle \operatorname {DVK} (x)}) berechnet, indem man beide Funktionen gleichsetzt und den anschließend erhaltenen Wert wiederum in die variable Stückkostenfunktion {\displaystyle k_{\text{v}}(x)} einsetzt.
Der Schnittpunkt der roten Kurve (Grenzkosten) und grünen Kurve (durchschnittliche variable Kosten) im Marktdiagramm besteht aus dem Betriebsminimum (Menge) und der kurzfristigen Preisuntergrenze (Preis).
Beispiel
Es sei {\displaystyle K(x)=x^{3}-10x^{2}+35x+18}.
{\displaystyle {\begin{aligned}\operatorname {DVK} (x)&=\operatorname {MC} (x)\\x^{2}-10x+35&=3x^{2}-20x+35\\-2x^{2}+10x&=0\\x^{2}-5x&=0\\x(x-5)&=0\end{aligned}}}
Nach dieser Rechnung ist {\displaystyle x=5} offenbar erneut die Lösung.

## Wirtschaftliche Aspekte
Die Fachliteratur unterscheidet zuweilen zwischen kurzfristig und langfristig wirkenden konstitutiven Entscheidungen. So soll die kurzfristige Preisuntergrenze eine operative, die langfristige Preisuntergrenze dagegen eine konstitutive Entscheidung darstellen.
Im Preiswettbewerb zwischen Unternehmen für das gleiche Produkt oder die vergleichbare Dienstleistung kann es sinnvoll sein, den Verkaufspreis als strategischen Aktionsparameter zu senken, um ein höheres Absatzvolumen zu generieren. Der Preis muss jedoch beim Marktverhalten als Aktionsparameter zur Verfügung stehen (Preisanpasser), denn der Mengenanpasser muss zum gegebenen – und von ihm nicht beeinflussbaren – Marktpreis anbieten. Durch Preissenkung kann eine Unterbeschäftigung beseitigt werden. Dabei kann der Verkaufspreis bis zur Preisuntergrenze gesenkt werden, so dass diese die Limitation der Preispolitik darstellt. Sollte die Preisuntergrenze unterschritten werden, erfüllt ein Verzicht auf den Verkauf die Unternehmensziele besser als der Verkauf. Bei Unterschreitung der Preisuntergrenze sollten Produkte aus wirtschaftlichen Gründen aus dem Produktionsprogramm entfernt werden bzw. auf die Annahme eines Auftrags oder einer Bestellung verzichtet werden.